# 아파치 소프트웨어 재단
아파치 소프트웨어 재단(Apache Software Foundation, ASF)은 아파치 HTTP 서버를 포함한 아파치 소프트웨어 프로젝트를 지원하는 비영리 재단이다. 1999년 6월, 아파치 소프트웨어 재단은 아파치 그룹으로 구성되어 미국 델라웨어에서 설립되었다.
아파치 소프트웨어 재단(이하 재단)은 개발자들의 분산 커뮤니티이다. 그들이 개발하고 있는 소프트웨어는 아파치 라이선스 조항 아래 배포되고 자유 소프트웨어/오픈 소스 소프트웨어이어야 한다. 아파치 프로젝트는 공동 제작과 합의에 기반한 개발 프로세스와 오픈되고 실용적인 소프트웨어 라이선스라는 특징으로 규정된다. 각각의 프로젝트는 프로젝트에 공헌자로 활동하는 기술 전문가들로 구성된, 자발적으로 참여하는 팀에 의해 관리된다. 재단은 능력 위주 사회로, 재단의 멤버십은 아파치 프로젝트에 적극 활동에 기여하는 지원자들에게만 부여된다.
재단의 목적들 중에는 아파치 프로젝트에서 일하는 지원자들에 대한 법적 보호와, 허가 없이 다른 조직에서 아파치 브랜드의 사용을 막는 데에 있다.
재단은 또한 아파치 프로젝트와 관련된 기술과 아파치 개발자들이 함께 모이는 데에 초점을 맞춘 ApacheCon 콘퍼런스를 해마다 열고 있다.

## 프로젝트
현재 파악되고 있는 프로젝트는 다음과 같다.
- 아파치 웹 서버: 웹 서버
- 앤트: 자바기반 빌드 도구
- APR: 휴대용 기기를 위한 C로 쓰여진 포터블 라이브러리
- 비하이브: 자바 비주얼 객체 모델
- 코쿤: XML 퍼블리싱 프레임워크
- DB: 데이터베이스 솔루션
  - 더비: 순수한 자바 기반 관계형 데이터베이스 관리 시스템
- 디렉터리: LDAP와 다른 프로토콜들을 지원하는 디렉터리 서버
- 엑스칼리버: 포트리스라는 이름을 가진 제어의 반전 발생 컨테이너와 연관된 구성요소
- 포레스트: 코쿤에 기반한 문서화 프로젝트
- 제로니모: Java EE 애플리케이션 서버
- 검프: 디지털 통합과 의존성과 버전을 관리
- iBATIS: sql 쿼리를 POJO로 맵핑하는 퍼시스턴스 프레임워크
- 인큐베이터: ASF 프로젝트들 키우기
  - 하모니: 자바의 제안 구현.
  - OFBiz: 기업 자동 응용 프로그램 모음
- 잭래빗: 자바 콘텐츠 저장소 API 구현
- 자카르타: 서버사이드 자바 (서브 프로젝트들을 포함하고 있음)
- 제임스: 자바 메일, 뉴스 서버
- Lenya: 콘텐츠 관리 시스템
- 로깅: log4j를 포함한 응용 프로그램 디버깅과 감사를 위한 로깅 서비스
- 루씬: 자바로 전부 제작된 텍스트 검색 엔진 라이브러리
- 메이븐: 자바 프로젝트 매니지먼트
- MyFaces: JSF 구현
- mod perl: 펄을 사용한 동적 웹
- 포털: 웹 포털 연관 소프트웨어
- SpamAssassin: 스팸을 인식하는 데 사용되는 전자 우편필터
- 스트럿츠: 자바 웹 애플리케이션 프레임워크
- TCL: 툴 커맨드 언어를 사용하는 동적 웹
- 톰캣: 서블릿과 JSP를 위한 웹 컨테이너
- 웹 서비스: 웹 서비스 연관 시스템
- XML: 웹을 위한 XML 솔루션
- XMLBeans: XML-자바 연결 도구
- XML 그래픽스: XML을 도표로 변환
  - 바틱 : SVG 콘텐츠 처리를 위한 순수 자바 라이브러리
  - FOP : XSL-FO 파일을 PDF로 보내내거나 직접 인쇄할 수 있는 파일로 변환해 주는 순수 자바 처리기
  - Juneau : POJO marshalling and REST library

## 같이 보기
- Log4Shell
- 클라우드 네이티브 컴퓨팅 재단
- 리눅스 재단